# 24 Dywizja Piechoty (Imperium Rosyjskie)

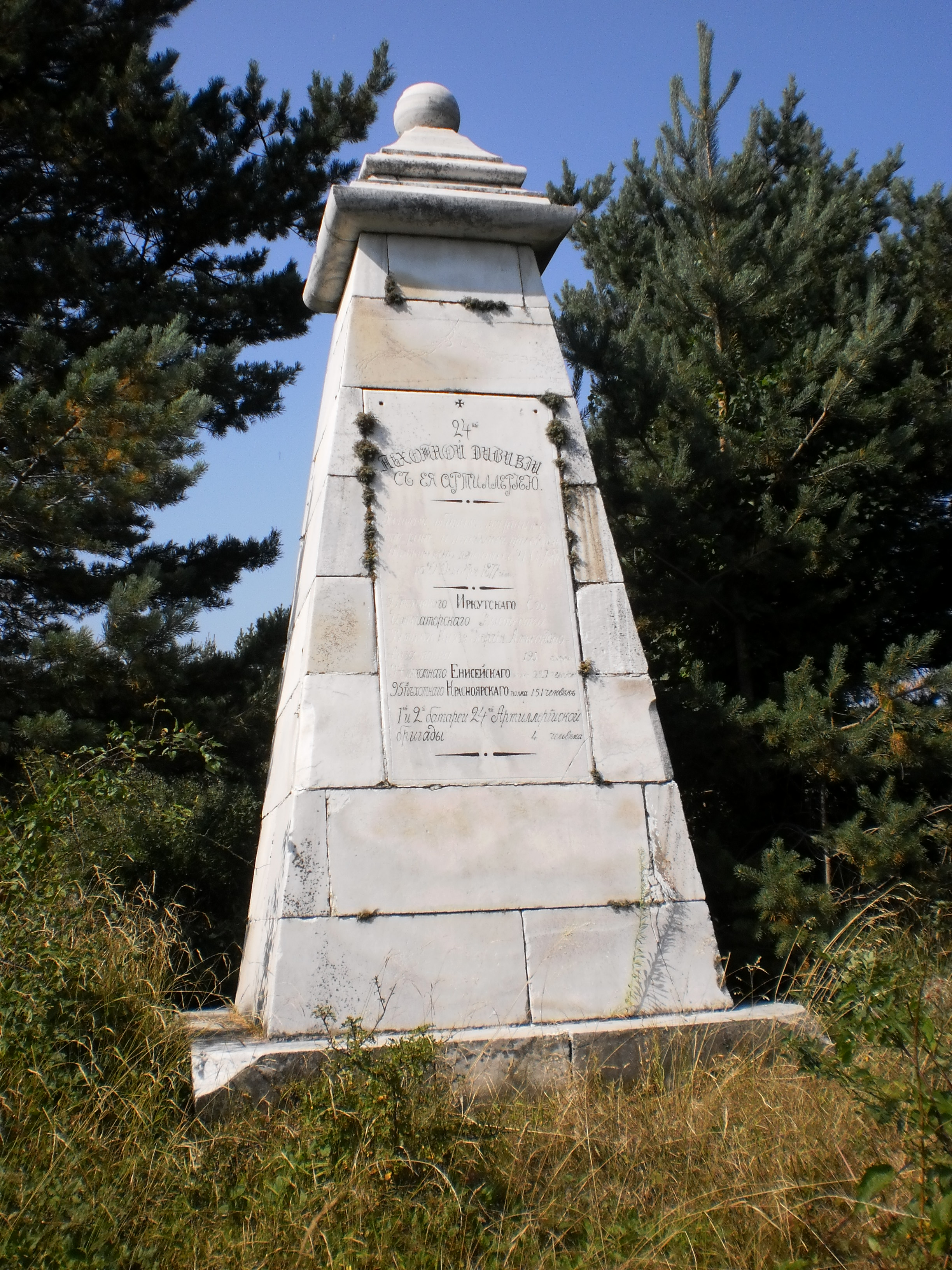
pomnik 24 DP w Bułgarii

24 Dywizja Piechoty (ros. 24-я пехотная дивизия) – dywizja piechoty Armii Imperium Rosyjskiego, w tym z okresu działań zbrojnych I wojny światowej.

## Charakterystyka
W 1914 wchodziła w skład 1 Korpusu Armijnego. Sztab dywizji stacjonował w Pskowie. W tym czasie dywizja etatowo posiadała cztery pułki po cztery bataliony oraz brygadę artylerii polowej z 6 bateriami po 8 dział. Doświadczenie zdobyte podczas walk na frontach I wojny światowej  skutkowało zmianami organizacyjnymi. Zimą z 1916 na 1917 rozpoczęto reorganizację dywizji piechoty. Zredukowano liczbę batalionów z 16 do 12 i zmniejszono liczbę dział polowych na mniej aktywnych odcinkach frontu.

## Struktura organizacyjna
Organizacja w 1914
- 1 Brygada Piechoty (Psków)
  - 93 Irkucki pułk piechoty (Psków)
  - 94 Jenisejski pułk piechoty (Psków)
- 2 Brygada Piechoty (Psków)
  - 95 Krasnojarski pułk piechoty (Juriew)
  - 96 Omski pułk piechoty (Psków)
- 24 Brygada Artylerii (Ługa)